# (38083) Rhadamanthus
(38083) Rhadamanthus – jedna z planetoid transneptunowych z pasa Kuipera, obiekt typu plutonek.

## Odkrycie
Planetoida została odkryta 17 kwietnia 1999 w programie Deep Ecliptic Survey.
Nazwa obiektu pochodzi z mitologii greckiej od Radamantysa, syna Zeusa i Europy, a została zaproponowana przez E.K. Elliot. Przed jej nadaniem planetoida otrzymała oznaczenie tymczasowe (38083) 1999 HX11.

## Orbita
Orbita (38083) Rhadamanthusa nachylona jest do płaszczyzny ekliptyki pod kątem 12,755°. Na jeden obieg wokół Słońca ciało to potrzebuje ok. 243 lata i 106 dni, krążąc w średniej odległości 38,97 j.a. od Słońca. Średnia prędkość orbitalna tej asteroidy to ok. 4,75 km/s.
Tak jak i inne plutonki, (38083) Rhadamanthus krąży wokół Słońca w rezonansie orbitalnym z Neptunem.

## Właściwości fizyczne
Rhadamanthus ma średnicę szacowaną na 87–276 km. Jego albedo wynosi ok. 0,1, a jasność absolutna to 6,7m. Średnia temperatura na jego powierzchni sięga ok. 44 K.